# Rodolfo Vilanova Rumano
Rodolfo «Fito» Vilanova Rumano (Rosario, 19 de mayo de 1948-Buenos Aires, 5 de noviembre de 2019)  fue un futbolista argentino.

## Carrera deportiva
Empezó en la reserva del Racing Club de Avellaneda, integrando posteriormente el mítico Equipo de José, aunque con escasas participaciones. Posteriormente pasó al Huracán de Parque Patricios, donde logró asentarse en la formación principal. 
El 10 de agosto de 1970 se incorporó a un CD Málaga recién ascendido a la Primera División española y debutó en la cuarta jornada de la temporada 1970-71 ante el Elche. Allí jugó junto con su compatriota Sebastián Viberti. 
En el equipo malagueño transcurrió la mayor parte de su trayectoria deportiva. Era un jugador de gran calidad, dominaba el juego con ambas piernas y disponía de una importante técnica. Las cinco primeras temporadas en el Málaga (1970 y 1975), fueron las más brillantes del equipo, que pasó a la historia del fútbol malagueño como el quinquenio de oro. Tras un año en Segunda División, volvió a ascender al año siguiente, donde apenas aguantó un año más. Al concluir la temporada 1977-78, Vilanova regresó a Argentina, donde poco después falleció repentinamente su esposa.
Ha sido el jugador extranjero que más partidos ha jugado en el CD Málaga (227).

## Clubes
| Club               | País      | Año       |
| ------------------ | --------- | --------- |
| Racing Avellaneda  | Argentina | 1966-1968 |
| CA Huracán         | Argentina | 1968-1970 |
| CD Málaga          | España    | 1970-1978 |
| CA Huracán         | Argentina | 1978-1979 |
| Ferro Carril Oeste | Argentina | 1978-1979 |